# Youkounkoun
Youkounkoun est une ville et une sous-préfecture de Guinée, rattachée à la préfecture de Koundara et la région de Boké, située à quelques kilomètres de la frontière sénégalaise.

## Géographie

### Relief
La localité est bordée, au sud et à l'est, en direction de Mali et Kédougou (Sénégal), par une chaîne de collines peu élevées, mais au relief très varié, constitué par les derniers contreforts du massif du Fouta Djallon.

### Climat
Youkounkoun possède un climat de savane de type Aw selon la classification de Köppen, avec une température annuelle moyenne de 29,3 °C et des précipitations d'environ 926,2 mm par an, beaucoup plus abondantes en été qu'en hiver.

## Population
Les recensements administratifs pratiqués à l'ère coloniale permettent de connaître le nombre d'habitants à Youkounkoun sur plusieurs années : 747 (1943) : 657 (1944) ; 835 (1945) ; 694 (1947). En 1945, la densité de la population y est de 5 hab/km2. Youkounkoun était alors un village un peu artificiel, car les fonctionnaires et leurs familles y formaient une communauté d'environ 200 personnes, tandis qu'autour d'eux vivaient des commerçants et des artisans venus d'ailleurs.
En 2016, le nombre d'habitants est estimé à 8 357, à partir d'une extrapolation officielle du recensement de 2014 qui en avait dénombré 7 814.
Les habitants sont principalement des Coniagui, Diakhanké mais également des Bassari, des Badiaranké et des Peuls y vivent également de longue date.

## Youkounkoun dans la culture
Les principales cultures rencontrées dans cette localité sont le yindjé, sampathé et le tchiva de la communauté Coniagui mais également le Soli communément appelé Djimaboulo de la communauté Diakhanké qui est une période qui marque le début de la responsabilité des jeunes à travers une grande cérémonie qui réunit tous les fils et ressortissants pour une période d'un mois.